# Wendson
Wendson dos Santos Lopes (São Pedro da Aldeia, 22 agosto 1997) è un calciatore brasiliano, attaccante del Vitória-ES.

## Caratteristiche tecniche
È un centravanti.

## Carriera
Nato a São Pedro da Aldeia, inizia la propria carriera professionistica nel Sampaio Corrêa-RJ, dove gioca nelle divisioni inferiori del Campionato Carioca; dopo aver giocato in prestito nel Campionato Capixaba e nel Campionato Cearense rispettivamente con Rio Branco-VN e Ferroviário-CE, nel 2021 viene prestato al Ceará con cui debutta in Série A giocando l'incontro vinto 3-2 contro il Grêmio.

## Statistiche
Statistiche aggiornate al 18 luglio 2021.

### Presenze e reti nei club
| Stagione        | Squadra           | Campionato      | Campionato | Campionato | Coppe nazionali | Coppe nazionali | Coppe nazionali | Coppe continentali | Coppe continentali | Coppe continentali | Altre coppe | Altre coppe | Altre coppe | Totale | Totale | Totale |
| Stagione        | Squadra           | Comp            | Pres       | Reti       | Comp            | Pres            | Reti            | Comp               | Pres               | Reti               | Comp        | Pres        | Reti        | Pres   | Reti   |        |
| --------------- | ----------------- | --------------- | ---------- | ---------- | --------------- | --------------- | --------------- | ------------------ | ------------------ | ------------------ | ----------- | ----------- | ----------- | ------ | ------ | ------ |
| 2019            | Sampaio Corrêa-RJ | B1/RJ           | 3          | 0          |                 | -               | -               |                    | -                  | -                  |             | -           | -           | 3      | 0      |        |
| 2020            | Rio Branco-VN     | PD/ES           | 7          | 0          |                 | -               | -               |                    | -                  | -                  |             | -           | -           | 7      | 0      |        |
| 2020            | Sampaio Corrêa-RJ | A2/RJ           | 15         | 2          |                 | -               | -               |                    | -                  | -                  |             | -           | -           | 15     | 2      |        |
| 2021            | Sampaio Corrêa-RJ | A/RJ            | 9          | 2          |                 | -               | -               |                    | -                  | -                  |             | -           | -           | 9      | 2      |        |
| 2021            | Ferroviária       | PD/CE           | 13         | 3          | CB              | 2               | 0               |                    | -                  | -                  |             | -           | -           | 15     | 3      |        |
| 2021            | Ceará             | PD/CE+A         | 0+5        | 0+1        | CB              | 0               | 0               |                    | -                  | -                  |             | -           | -           | 5      | 1      |        |
| Totale carriera | Totale carriera   | Totale carriera | 52         | 8          |                 | 2               | 0               |                    | -                  | -                  |             | -           | -           | 54     | 8      |        |

## Palmarès

### Competizioni statali
- Campionato Capixaba: 1

Rio Branco-VN: 2020